# Lijst van Canadese nationale wegen
Dit is een lijst van nationale wegen in Canada.
In het federale land is het nationale wegennetwerk een bevoegdheid van de provincies en territoria en volgen de wegen ook provinciale en territoriale nummering. Ze zijn daarom per deelstaat opgelijst. 
Provinciale en territoriale wegen zijn soms slechts voor een deel van hun lengte erkend als nationale weg. De lengtes en begin- en eindpunten in deze lijst slaan steeds uitsluitend op het als nationale weg erkende tracé en stemmen dus niet per se overeen met die van de volledige deelstaatweg in kwestie.
Sommige wegen zijn uitgebouwd tot autosnelweg.

## Alberta
In 2017 had de provincie Alberta in totaal 4.500,6 km aan nationale wegen.
Het betreft 4.088,5 km (90,8%) aan kernroutes, 215,5 km (4,8%) aan aanvoerroutes en 196,5 km (4,4%) aan noordelijke en afgelegen routes.
| Route                                                             | Klasse                        | Lengte (km) | Beginpunt                             | Eindpunt                            |
| ----------------------------------------------------------------- | ----------------------------- | ----------- | ------------------------------------- | ----------------------------------- |
| Alberta Highway 1 (TCH)                                           | Kernroute                     | 534,7 km    | Grens met Saskatchewan                | Grens met Brits-Columbia            |
| Alberta Highway 2                                                 | Kernroute                     | 447,8 km    | Fort Macleod                          | Edmonton (kruising Hwy 16)          |
| Alberta Highway 2                                                 | Kernroute                     | 82,4 km     | Donnelly                              | Ten noorden van Grimshaw            |
| Alberta Highway 3                                                 | Kernroute                     | 324,1 km    | Medicine Hat                          | Grens met Brits-Columbia            |
| Alberta Highway 4                                                 | Kernroute                     | 103,4 km    | Canadees-Amerikaanse grens bij Coutts | Lethbridge                          |
| Alberta Highway 9                                                 | Kernroute                     | 324,8 km    | Calgary                               | Grens met Saskatchewan              |
| Alberta Highway 15, 28A, 28 en 63                                 | Kernroute                     | 431,3 km    | Kruising met Hwy 16                   | Fort McMurray (Athabasca-rivier)    |
| Alberta Highway 16 (TCH)                                          | Kernroute                     | 641,1 km    | Grens met Saskatchewan                | Grens met Brits-Columbia            |
| Alberta Highway 28                                                | Aanvoerroute                  | 215,5 km    | Kruising Hwy 63                       | Cold Lake (10 St.)                  |
| Alberta Highway 35                                                | Kernroute                     | 465,4 km    | Ten noorden van Grimshaw              | Grens met de Northwest Territories  |
| Alberta Highway 43                                                | Kernroute                     | 498,9 km    | Grens met Brits-Columbia              | Edmonton                            |
| Alberta Highway 49                                                | Kernroute                     | 76,6 km     | Valleyview                            | Donnelly                            |
| Alberta Highway 58                                                | Noordelijke / afgelegen route | 139,6 km    | Rainbow Lake (Rainbow Drive)          | Hwy 35 (High Level)                 |
| Alberta Highway 58                                                | Noordelijke / afgelegen route | 56,9 km     | Hwy 35 (High Level)                   | Hwy 88                              |
| Alberta Highway 69                                                | Kernroute                     | 6,0 km      | Kruising Hwy 63                       | Fort McMurray International Airport |
| Alberta Highway 201                                               | Kernroute                     | 65,0 km     | Kruising Hwy 1 ten W van Calgary      | Kruising Hwy 2 ten Z van Calgary    |
| Alberta Highway 216                                               | Kernroute                     | 78,0 km     | Kruising Hwy 16 ten W van Edmonton    | Kruising Hwy 16 ten O van Edmonton  |
| Barlow Trail, Calgary (96th Avenue)                               | Kernroute                     | 2,9 km      | Deerfoot Trail (Hwy 2)                | Calgary International Airport       |
| Barlow Trail, Calgary (114th Ave SE, 52nd St SE, Dufferrin Place) | Kernroute                     | 3,4 km      | Deerfoot Trail (Hwy 2)                | CP Intermodal Terminal              |
| Barlow Trail, Calgary (54th Ave SE, 27th St SE)                   | Kernroute                     | 1,9 km      | Deerfoot Trail (Hwy 2)                | CN Intermodal Terminal              |
| 184th Street, Edmonton                                            | Kernroute                     | 1,9 km      | Yellowhead Trail (Hwy 16)             | CN Intermodal Terminal              |

## Brits-Columbia
In 2017 had de provincie Brits-Columbia in totaal 7.040,0 km aan nationale wegen.
Het betreft 5.869,3 km (83,4%) aan kernroutes, 446,7 km (6,3%) aan aanvoerroutes en 724,0 km (10,3%) aan noordelijke en afgelegen routes.
| Route                                          | Klasse                        | Lengte (km) | Beginpunt                                    | Eindpunt                                                    |
| ---------------------------------------------- | ----------------------------- | ----------- | -------------------------------------------- | ----------------------------------------------------------- |
| British Columbia Highway 1 (TCH)               | Kernroute                     | 993,0 km    | Grens met Alberta                            | Victoria (Dallas Road via Departure Bay)                    |
| British Columbia Highway 2                     | Kernroute                     | 42,0 km     | Grens met Alberta                            | Dawson Creek (Hwy 97)                                       |
| British Columbia Highway 3                     | Kernroute                     | 833,0 km    | Grens met Alberta                            | Hope (Hwy 5)                                                |
| British Columbia Highway 4                     | Aanvoerroute                  | 38,0 km     | Hwy 19                                       | Port Alberni (River Road)                                   |
| British Columbia Highway 5                     | Kernroute                     | 531,0 km    | Tete Jaune Cache (Hwy 19)                    | Hope (Hwy 1)                                                |
| British Columbia Highway 7, 7B en Kennedy Road | Kernroute                     | 14,0 km     | Kruising Hwy 1 en Hwy 7B                     | CP Vancouver Intermodal Facility (VIF)                      |
| British Columbia Highway 11                    | Kernroute                     | 3,0 km      | Abbotsford (Hwy 1)                           | Canadees-Amerikaanse grens (Huntingdon)                     |
| British Columbia Highway 15 / 8th Avenue       | Kernroute                     | 3,0 km      | Canadees-Amerikaanse grens (Pacific Highway) | Hwy 99                                                      |
| British Columbia Highway 16 (TCH)              | Kernroute                     | 1074,0 km   | Grens met Alberta                            | Prince Rupert                                               |
| British Columbia Highway 17                    | Kernroute                     | 44,0 km     | Victoria (Oswego/Belleville)                 | Ladner (Hwy 99)                                             |
| British Columbia Highway 19                    | Kernroute                     | 41,0 km     | Nanaimo (Hwy 1)                              | Parksville (Hwy 4A)                                         |
| British Columbia Highway 19                    | Kernroute                     | 7,6 km      | Hwy 1                                        | Veerhaven Duke Point                                        |
| British Columbia Highway 19                    | Aanvoerroute                  | 118,4 km    | Parksville (Hwy 4A)                          | Campbell River (Hwy 28)                                     |
| British Columbia Highway 37                    | Aanvoerroute                  | 57,7 km     | Terrace (Hwy 16)                             | Kitimat (Nalabila Boulevard)                                |
| British Columbia Highway 37                    | Noordelijke / afgelegen route | 724,0 km    | Kitwanga (Hwy 16)                            | Grens met Yukon                                             |
| British Columbia Highway 95                    | Aanvoerroute                  | 11,3 km     | Curzon (Hwy 3)                               | Canadees-Amerikaanse grens (Kingsgate)                      |
| British Columbia Highway 97                    | Kernroute                     | 1812,0 km   | Cache Creek (Hwy 1)                          | Grens met Yukon (grensovergang #7)                          |
| British Columbia Highway 97                    | Kernroute                     | 80,0 km     | nabij Peachland (Hwy 97C)                    | Swan Lake (Hwy 97A)                                         |
| British Columbia Highway 97                    | Aanvoerroute                  | 44,1 km     | nabij Peachland (Hwy 97C)                    | Penticton (Railway Street)                                  |
| British Columbia Highway 97                    | Aanvoerroute                  | 65,0 km     | Penticton (Railway Street)                   | Canadees-Amerikaanse grens (Osoyoos)                        |
| British Columbia Highway 97A                   | Kernroute                     | 66,0 km     | Swan Lake (Hwy 97)                           | Sicamous (Hwy 1)                                            |
| British Columbia Highway 97B                   | Kernroute                     | 14,0 km     | Grindrod (Hwy 97A)                           | Salmon Arm (Hwy 1)                                          |
| British Columbia Highway 97C                   | Kernroute                     | 106,0 km    | Merritt (Hwy 5)                              | nabij Peachland (Hwy 97)                                    |
| British Columbia Highway 99                    | Kernroute                     | 59,0 km     | Canadees-Amerikaanse grens (Peace Arch)      | North Vancouver (Hwy 1)                                     |
| British Columbia Highway 99                    | Kernroute                     | 103,0 km    | Horseshoe Bay (Hwy 1)                        | Whistler (Lorimer Road)                                     |
| British Columbia Highway 101                   | Kernroute                     | 112,2 km    | Vancouver (veerhaven Langdale)               | Powell River (Duncan Street)                                |
| 176th Street en 104th Avenue                   | Kernroute                     | 2,0 km      | Kruising 176th Street en Hwy 1               | CN Vancouver Intermodal Terminal (VIT)                      |
| Airport Way                                    | Kernroute                     | 0,3 km      | Hwy 97                                       | Kelowna Airport                                             |
| Bridgeport Road en Sea Island Way              | Kernroute                     | 1,7 km      | Hwy 99                                       | Vancouver International Airport                             |
| Deltaport Way                                  | Kernroute                     | 10,0 km     | Hwy 17                                       | Haven van Vancouver – Deltaport                             |
| Fairview Terminals Road                        | Kernroute                     | 2,0 km      | Hwy 16                                       | Haven van Prince Rupert                                     |
| McGill                                         | Kernroute                     | 4,0 km      | Hwy 1                                        | Port of Vancouver (Vanterm en Centerm)                      |
| McTavish Road, Kenora Road en Willingdon Road  | Kernroute                     | 0,8 km      | Kruising Hwy 17 en McTavish Road             | Victoria International Airport                              |
| Mount Lehman Road                              | Kernroute                     | 2,9 km      | Hwy 1                                        | Abbotsford Airport (kruising met Approach Drive)            |
| Old Caribou Highway                            | Kernroute                     | 5,0 km      | Hwy 16                                       | Prince George Airport (kruising Johnson Road en Ellis Road) |
| River Road en Elevator Road                    | Kernroute                     | 15,0 km     | Kruising Hwy 17A en Hwy 99                   | Fraser River-haven                                          |

## Manitoba
In 2017 had de provincie Manitoba in totaal 2.094,0 km aan nationale wegen.
Het betreft 985,2 km (47,0%) aan kernroutes, 740,6 km (35,4%) aan aanvoerroutes en 368,2 km (17,6%) aan noordelijke en afgelegen routes.
| Route                                                               | Klasse                        | Lengte (km) | Beginpunt           | Eindpunt                             |
| ------------------------------------------------------------------- | ----------------------------- | ----------- | ------------------- | ------------------------------------ |
| Manitoba Highway 1 (TCH)                                            | Kernroute                     | 500,1 km    | Grens met Ontario   | Grens met Saskatchewan               |
| Manitoba Highway 1 East/Plessis Road                                | Kernroute                     | 6,0 km      | Hwy 100             | 560 Plessis Road / Symington Yard    |
| Manitoba Highway 6                                                  | Aanvoerroute                  | km          | Hwy 100             | Thompson (Thompson Drive North)      |
| Manitoba Highway 10                                                 | Kernroute                     | 41,5 km     | Brandon (Hwy 1)     | Hwy 16 SE                            |
| Manitoba Highway 16 (TCH)                                           | Kernroute                     | 267,2 km    | Portage-la-Prairie  | Grens met Saskatchewan               |
| Manitoba Highway 60/Manitoba Highway 10                             | Noordelijke / afgelegen route | 368,2 km    | Hwy 6               | Flin Flon (4th Avenue)               |
| Manitoba Highway 75                                                 | Kernroute                     | 93,6 km     | Winnipeg            | Canadees-Amerikaanse grens (Emerson) |
| Manitoba Highway 101 (North Perimeter Road)                         | Kernroute                     | 49,6 km     | East Junction Hwy 1 | West Junction Hwy 1                  |
| Manitoba Provincial Route 221 / Inkster Boulevard / Keewatin Street | Kernroute                     | 13,9 km     | Hwy 101             | CPR Weston                           |
| Winnipeg Route 90, Sargent / Wellington Avenue                      | Kernroute                     | 13,3 km     | Hwy 101             | Winnipeg International Airport       |

## New Brunswick
In 2017 had de provincie New Brunswick in totaal 1.813,0 km aan nationale wegen.
Het betreft 994,6 km (54,9%) aan kernroutes en 818,4 km (45,1%) aan aanvoerroutes. De provincie heeft geen noordelijke en afgelegen routes.
| Route                                                                   | Klasse       | Lengte (km) | Beginpunt             | Eindpunt                                       |
| ----------------------------------------------------------------------- | ------------ | ----------- | --------------------- | ---------------------------------------------- |
| New Brunswick Route 1                                                   | Kernroute    | 240,0 km    | Peticodiac            | Canadees-Amerikaanse grens (St. Stephen        |
| New Brunswick Route 2                                                   | Kernroute    | 515,2 km    | Grens met Québec      | Grens met Nova Scotia                          |
| New Brunswick Route 7                                                   | Kernroute    | 76,5 km     | Route 1 (Saint John)  | Route 2 (Fredericton)                          |
| New Brunswick Route 8                                                   | Aanvoerroute | 70,2 km     | Bathurst              | Miramichi                                      |
| New Brunswick Route 8                                                   | Aanvoerroute | 191,3 km    | Fredericton           | Miramichi                                      |
| New Brunswick Route 11                                                  | Aanvoerroute | 106,5 km    | Bathurst              | Campbellton                                    |
| New Brunswick Route 11                                                  | Aanvoerroute | 122,0 km    | Miramichi             | Route 15 (Shediac)                             |
| New Brunswick Route 11                                                  | Aanvoerroute | 176,7 km    | Acadisch schiereiland | Acadisch schiereiland                          |
| New Brunswick Route 15                                                  | Kernroute    | 59,5 km     | Moncton               | Port Elgin                                     |
| New Brunswick Route 15 / Harrisville / Dieppe / New Brunswick Route 132 | Kernroute    | 6,2 km      | Route 2               | Moncton International Airport                  |
| New Brunswick Route 16                                                  | Kernroute    | 58,1 km     | Route 2               | Midden van de Confederation Bridge             |
| New Brunswick Route 17                                                  | Aanvoerroute | 147,0 km    | Campbellton           | Saint-Léonard                                  |
| New Brunswick Route 95                                                  | Kernroute    | 14,4 km     | Route 2               | Canadees-Amerikaanse grens (Woodstock)         |
| New Brunswick Route 102 / Nevers Road                                   | Kernroute    | 5,8 km      | Route 2               | Fredericton International Airport              |
| New Brunswick Route 111                                                 | Kernroute    | 9,6 km      | Route 1               | Saint John Airport                             |
| New Brunswick Route 134 / Turgeon Road                                  | Aanvoerroute | 4,7 km      | Route 11              | Haven van Belledune                            |
| Stedelijke wegen (Saint John)                                           | Kernroute    | 6,7 km      | Route 1               | Haven van Saint John (oostzijde)               |
| Stedelijke wegen (Saint John)                                           | Kernroute    | 2,6 km      | Route 1               | Digby-ferry / Haven van Saint John (westzijde) |

## Newfoundland en Labrador
In 2017 had de provincie Newfoundland en Labrador in totaal 2.468,6 km aan nationale wegen.
Het betreft 1.007,6 km (40,8%) aan kernroutes, 298,0 km (12,1%) aan aanvoerroutes en 1.161,0 km (47,0%) aan noordelijke en afgelegen routes.
| Route                                                   | Klasse                        | Lengte (km) | Beginpunt                         | Eindpunt                            |
| ------------------------------------------------------- | ----------------------------- | ----------- | --------------------------------- | ----------------------------------- |
| Newfoundland and Labrador Route 1 (TCH)                 | Kernroute                     | 911,0 km    | Port aux Basques                  | St. John's (Logy Bay Road)          |
| Newfoundland and Labrador Route 2                       | Kernroute                     | 14,8 km     | Trans-Canada Highway              | Haven van St. John's                |
| Newfoundland and Labrador Route 40 / Portugal Cove Road | Kernroute                     | 1,3 km      | Trans-Canada Highway              | St. John's International Airport    |
| Newfoundland and Labrador Route 100                     | Kernroute                     | 44,0 km     | Trans-Canada Highway              | Veerhaven Argentia                  |
| Newfoundland and Labrador Route 340                     | Kernroute                     | 15,0 km     | Trans-Canada Highway              | Lewisporte Marine Terminal          |
| Newfoundland and Labrador Route 350                     | Kernroute                     | 17,6 km     | Trans-Canada Highway              | Botwood                             |
| Newfoundland and Labrador Route 430                     | Aanvoerroute                  | 298,0 km    | Trans-Canada Highway in Deer Lake | Veerhaven St. Barbe                 |
| Newfoundland and Labrador Route 450A (Lewin Parkway)    | Kernroute                     | 3,9 km      | Trans-Canada Highway              | Haven van Corner Brook              |
| Newfoundland and Labrador Route 500                     | Noordelijke / afgelegen route | 19,0 km     | Grens met Québec                  | Labrador City (Avalon Drive)        |
| Newfoundland and Labrador Route 500 / Route 510         | Noordelijke / afgelegen route | 1144,0 km   | Labrador City (Avalon Drive)      | Grens met Québec nabij Blanc-Sablon |

## Northwest Territories
In 2017 had het territorium de Northwest Territories in totaal 1.422,8 km aan nationale wegen.
Het betreft 575,6 km (40,5%) aan kernroutes en 847,2 km (59,5%) aan noordelijke en afgelegen routes. Het territorium heeft geen aanvoerroutes.
| Route                           | Klasse                        | Lengte (km) | Beginpunt           | Eindpunt       |
| ------------------------------- | ----------------------------- | ----------- | ------------------- | -------------- |
| Northwest Territories Highway 1 | Kernroute                     | 187,0 km    | Grenst met Alberta  | Hwy 3          |
| Northwest Territories Highway 1 | Noordelijke / afgelegen route | 505,5 km    | Hwy 3               | Wrigley        |
| Northwest Territories Highway 2 | Kernroute                     | 48,6 km     | Enterprise          | Hay River      |
| Northwest Territories Highway 2 | Kernroute                     | 340,0 km    | Hwy 1               | Yellowknife    |
| Northwest Territories Highway 4 | Noordelijke / afgelegen route | 69,2 km     | Yellowknife (Hwy 3) | Kilometer 69,2 |
| Northwest Territories Highway 8 | Noordelijke / afgelegen route | 272,5 km    | Grens met Yukon     | Inuvik         |

## Nova Scotia
In 2017 had de provincie Nova Scotia in totaal 1.199,0 km aan nationale wegen.
Het betreft 904,7 km (75,5%) aan kernroutes en 294,3 km (24,5%) aan aanvoerroutes. De provincie heeft geen noordelijke en afgelegen routes.
| Route                                                         | Klasse       | Lengte (km) | Beginpunt                        | Eindpunt                         |
| ------------------------------------------------------------- | ------------ | ----------- | -------------------------------- | -------------------------------- |
| Nova Scotia Highway 101                                       | Kernroute    | 309,2 km    | Bedford                          | Yarmouth (veerhaven)             |
| Nova Scotia Highway 102                                       | Kernroute    | 102,4 km    | Halifax                          | Truro (Hwy 104)                  |
| Nova Scotia Highway 103                                       | Aanvoerroute | 294,3 km    | Halifax (kruising Hwy 102)       | Yarmouth (kruising Hwy 101)      |
| Nova Scotia Highway 104 (TCH)                                 | Kernroute    | 274,9 km    | Grens met New Brunswick          | Port Hastings (kruising Hwy 105) |
| Nova Scotia Highway 104/Nova Scotia Trunk 4                   | Kernroute    | 130,0 km    | Port Hastings (kruising Hwy 105) | Sydney (Hwy 125)                 |
| Nova Scotia Highway 106 (TCH)                                 | Kernroute    | 18,5 km     | Hwy 104                          | Veerhaven Caribou                |
| Nova Scotia Highway 111                                       | Kernroute    | 3,0 km      | Hwy 118                          | Victoria Road                    |
| Nova Scotia Highway 111 / Pleasant / Eastern Passage          | Kernroute    | 10,0 km     | Hwy 118                          | Toegang van de autoportterminal  |
| Nova Scotia Highway 118                                       | Kernroute    | 14,7 km     | Hwy 102                          | Hwy 111                          |
| Nova Scotia Highway 125 / Nova Scotia Highway 105 (deels TCH) | Kernroute    | 22,5 km     | Sydney (Hwy 125)                 | Veerhaven North Sydney           |
| Nova Scotia Highway 303                                       | Kernroute    | 7,5 km      | Digby (kruising Hwy 101)         | Veerhaven Digby                  |
| Joseph Howe / Kempt / Barrington/ Lower Water/ Hollis         | Kernroute    | 12,0 km     | Hwy 102                          | Haven van Halifax                |

## Ontario
In 2017 had de provincie Ontario in totaal 6.816,8 km aan nationale wegen.
Het betreft 6.134,8 km (90,0%) aan kernroutes en 682,0 km (10,0%) aan aanvoerroutes. De provincie heeft geen noordelijke en afgelegen routes.
| Route                                           | Klasse       | Lengte (km) | Beginpunt                                        | Eindpunt                                               |
| ----------------------------------------------- | ------------ | ----------- | ------------------------------------------------ | ------------------------------------------------------ |
| Ontario Highway 3                               | Kernroute    | 11,0 km     | Hwy 401                                          | Canadees-Amerikaanse grens (Ambassador Bridge)         |
| Ontario Highway 3                               | Aanvoerroute | 39,0 km     | Leamington (Hwy 77)                              | Hwy 401                                                |
| Ontario Highway 3B                              | Kernroute    | 11,0 km     | Hwy 401                                          | Canadees-Amerikaanse grens (Detroit-Windsor Tunnel)    |
| Ontario Highway 6                               | Kernroute    | 25,9 km     | Hwy 403 (Hamilton)                               | Hwy 401 (Guelph)                                       |
| Ontario Highway 6                               | Kernroute    | 15,4 km     | Hwy 401 (Guelph)                                 | Guelph (Woodlawn Road)                                 |
| Ontario Highway 6                               | Kernroute    | 10,0 km     | Hwy 403                                          | Hamilton International Airport (Airport Road)          |
| Ontario Highway 7 (TCH)                         | Kernroute    | 21,0 km     | Guelph (Woodlawn Road)                           | Kitchener (Conestoga Parkway)                          |
| Ontario Highway 7 / Ontario Highway 12 (TCH)    | Kernroute    | 130,0 km    | Peterborough (zuidelijke kruising Hwy 7/Hwy 115) | Hwy 11                                                 |
| Ontario Highway 7 / Ontario Highway 115         | Kernroute    | 250,0 km    | Peterborough (zuidelijke kruising Hwy 7/Hwy 115) | Ottawa (kruising Hwy 417)                              |
| Ontario Highway 8                               | Kernroute    | 45,0 km     | Kitchener (Conestoga Parkway)                    | Stratford (Erie)                                       |
| Ontario Highway 8                               | Kernroute    | 7,7 km      | Hwy 401                                          | Kitchener (Conestoga Parkway)                          |
| Ontario Highway 10                              | Aanvoerroute | 136,0 km    | Hwy 410                                          | Owen Sound (Hwy 26)                                    |
| Ontario Highway 11 (TCH)                        | Kernroute    | 991,0 km    | North Bay                                        | Nipigon                                                |
| Ontario Highway 11 / Ontario Highway 400A       | Kernroute    | 239,0 km    | Barrie                                           | North Bay                                              |
| Ontario Highway 12 (TCH)                        | Kernroute    | 21,0 km     | Noordelijke kruising Hwy 11                      | Hwy 400                                                |
| Ontario Highway 12 (TCH)                        | Aanvoerroute | 18,0 km     | Hwy 400                                          | Midland (Hwy 93)                                       |
| Ontario Highway 16                              | Kernroute    | 3,8 km      | Hwy 416                                          | Canadees-Amerikaanse grens (Prescott)                  |
| Ontario Highway 17 (TCH)                        | Kernroute    | 1948,0 km   | Hwy 417 Sheel Drive (Arnprior)                   | Grens met Manitoba                                     |
| Ontario Highway 17B                             | Kernroute    | 10,6 km     | Hwy 17                                           | Canadees-Amerikaanse grens (Sault Ste. Marie)          |
| Ontario Highway 19                              | Aanvoerroute | 23,0 km     | Hwy 401                                          | Tilsonburg (Vienna Road)                               |
| Ontario Highway 24                              | Aanvoerroute | 36,0 km     | Hwy 403                                          | Simcoe (Hwy 3 / Queensway Drive)                       |
| Ontario Highway 26                              | Kernroute    | 63,0 km     | Hwy 400 (Barrie)                                 | Collingwood (County Road 19)                           |
| Ontario Highway 34                              | Kernroute    | 19,2 km     | Hwy 417                                          | Hawkesbury (grens met Québec)                          |
| Ontario Highway 35 / Ontario Highway 115        | Kernroute    | 44,8 km     | Hwy 401                                          | Peterborough (zuidelijke kruising Hwy 7/Hwy 115)       |
| Ontario Highway 77                              | Aanvoerroute | 23,0 km     | Hwy 401                                          | Leamington Hwy 3                                       |
| Ontario Highway 61                              | Kernroute    | 61,0 km     | Canadees-Amerikaanse grens (Pigeon River)        | Thunder Bay (kruising Hwy 17)                          |
| Ontario Highway 66 (TCH)                        | Kernroute    | 58,0 km     | Grens met Québec                                 | Kirkland Lake                                          |
| Ontario Highway 69 (TCH)                        | Kernroute    | 139,0 km    | Hwy 400 (IC-241)                                 | Sudbury (kruising Southwest Bypass)                    |
| Ontario Highway 71 (TCH)                        | Kernroute    | 194,0 km    | Canadees-Amerikaanse grens (Fort Frances)        | Hwy 17                                                 |
| Ontario Highway 101                             | Aanvoerroute | 62,0 km     | Timmins (Mountjoy Street)                        | Hwy 11                                                 |
| Ontario Highway 108                             | Kernroute    | 27,2km      | Hwy 17                                           | Elliot Lake (Hillside Drive)                           |
| Ontario Highway 137                             | Kernroute    | 4,3 km      | Hwy 401                                          | Canadees-Amerikaanse grens (Lansdowne)                 |
| Ontario Highway 138                             | Aanvoerroute | 35,0 km     | Hwy 401                                          | Hwy 417                                                |
| Ontario Highway 138                             | Aanvoerroute | 8,0 km      | Canadees-Amerikaanse grens (Cornwall)            | Hwy 401 IC                                             |
| Ontario Highway 144 / Ontario Highway 101       | Aanvoerroute | 292,0 km    | Hwy 17 (Sudbury)                                 | Timmins (Mountjoy Street)                              |
| Ontario Highway 400 (TCH)                       | Kernroute    | 225,0 km    | Toronto (kruising Hwy 401)                       | Hwy 69 (IC-241)                                        |
| Ontario Highway 401                             | Kernroute    | 827,0 km    | Grens met Québec                                 | Windsor                                                |
| Ontario Highway 402                             | Kernroute    | 102,6 km    | London                                           | Canadees-Amerikaanse grens (Sarnia)                    |
| Ontario Highway 403                             | Kernroute    | 82,0 km     | Queen Elizabeth Way (Burlington)                 | Hwy 401 (Woodstock)                                    |
| Ontario Highway 403                             | Kernroute    | 21,0 km     | Queen Elizabeth Way                              | Hwy 401                                                |
| Ontario Highway 405                             | Kernroute    | 8,8 km      | Queen Elizabeth Way                              | Canadees-Amerikaanse grens (Queenston-Lewiston Bridge) |
| Ontario Highway 409                             | Kernroute    | 6,0 km      | Hwy 401                                          | Hwy 427                                                |
| Ontario Highway 410                             | Kernroute    | 24,0 km     | Hwy 401                                          | Hwy 10                                                 |
| Ontario Highway 416                             | Kernroute    | 75,9 km     | Ottawa (kruising Hwy 417)                        | Hwy 401                                                |
| Ontario Highway 417 (TCH)                       | Kernroute    | 194,0 km    | Grens met Québec                                 | Hwy 17 Sheel Drive (Arnprior)                          |
| Ontario Highway 420                             | Kernroute    | 5,0 km      | Queen Elizabeth Way                              | Canadees-Amerikaanse grens (Rainbow Bridge)            |
| Ontario Highway 427                             | Kernroute    | 7,7 km      | Hwy 401                                          | Queen Elizabeth Way                                    |
| Ontario Highway 427                             | Kernroute    | 12,3 km     | Hwy 401                                          | York Regional Road 7                                   |
| Regional Road 7 / Regional Road 50 / Rutherford | Kernroute    | 6,0 km      | Hwy 427                                          | CP Intermodal Terminal (Vaughan)                       |
| Regional Road 7 / Keele / Administration        | Kernroute    | 4,3 km      | Hwy 400                                          | CN RoadRailer Intermodal Terminal (Vaughan)            |
| Prescott and Russel County Road 17              | Aanvoerroute | 10,0 km     | Hawkesbury East                                  | Hwy 417                                                |
| Airport Road / Oxford Street East               | Kernroute    | 10,0 km     | Hwy 401                                          | London International Airport                           |
| Bronson / Airport Parkway                       | Kernroute    | 9,8 km      | Hwy 417                                          | Ottawa International Airport                           |
| Derry Road / Airport Road / Intermodal Drive    | Kernroute    | 5,6 km      | Hwy 427                                          | Steeles Avenue - CN Intermodal Terminal (Brampton)     |
| Gardiner Expressway / Kipling / Queen           | Kernroute    | 3,5 km      | Hwy 427                                          | CP Obico Intermodal Terminal                           |
| McCowan Road                                    | Kernroute    | 1,6 km      | Hwy 401                                          | CP Expressway Intermodal Terminal (Scarborough)        |
| Nicholas / Rideau / King Edward                 | Kernroute    | 4,0 km      | Hwy 417                                          | Grens met Québec (Gatineau)                            |
| Steeles / Airport Road / Intermodal Drive       | Kernroute    | 7,1 km      | Hwy 410 (Bovaird Drive)                          | CN Intermodal Terminal (Brampton)                      |
| Trafalgar                                       | Kernroute    | 1,7 km      | Hwy 401                                          | Derry Road - CP Expressway Intermodal Terminal         |
| Queen Elizabeth Way                             | Kernroute    | 139,0 km    | Fort Erie                                        | Toronto                                                |

## Prince Edward Island
In 2017 had de provincie Prince Edward Island in totaal 398,2 km aan nationale wegen.
Het betreft 208,7 km (52,4%) aan kernroutes en 189,5 km (47,6%) aan aanvoerroutes. De provincie heeft geen noordelijke en afgelegen routes.
| Route                              | Klasse       | Lengte (km) | Beginpunt                                  | Eindpunt                              |
| ---------------------------------- | ------------ | ----------- | ------------------------------------------ | ------------------------------------- |
| Prince Edward Island Route 1 (TCH) | Kernroute    | 120,5 km    | Borden                                     | Wood Islands                          |
| Prince Edward Island Route 1A      | Kernroute    | 20,3 km     | Summerside (Route 2)                       | Albany (Route 1)                      |
| Prince Edward Island Route 2       | Kernroute    | 58,8 km     | Summerside (grens Slemon Park)             | Charlottetown (Perimeter Highway)     |
| Prince Edward Island Route 2       | Aanvoerroute | 77,2 km     | Summerside (grens Slemon Park)             | Tignish (Route 153)                   |
| Prince Edward Island Route 2       | Aanvoerroute | 78,6 km     | Charlottetown (Route 1, Perimeter Highway) | Souris (MacPhee Avenue)               |
| Prince Edward Island Route 3       | Aanvoerroute | 33,7 km     | Cherry Valley (Route 1)                    | Georgetown (Water Street)             |
| Brackley Point Road                | Kernroute    | 1,2 km      | Route 1                                    | Charlottetown Airport (Sherwood Road) |
| Confederation Bridge (TCH)         | Kernroute    | 7,9 km      | Midden van de brug                         | Borden                                |

## Québec
In 2017 had de provincie Québec in totaal 5.643,4 km aan nationale wegen.
Het betreft 3.436,9 km (60,9%) aan kernroutes, 770,9 km (13,7%) aan aanvoerroutes en 1.435,6 km (25,4%) aan noordelijke en afgelegen routes.
| Route                                                                  | Klasse                        | Lengte (km) | Beginpunt                                                             | Eindpunt                                                              |
| ---------------------------------------------------------------------- | ----------------------------- | ----------- | --------------------------------------------------------------------- | --------------------------------------------------------------------- |
| Quebec Autoroute 10                                                    | Kernroute                     | 137,0 km    | Zuidoever van Montréal, oostelijk van de Pont Champlain               | Kruising met de A-55 te Sherbrooke                                    |
| Quebec Autoroute 10                                                    | Kernroute                     | 4,3 km      | Montréal (verkeerswisselaar met A-15)                                 | Montréal (verkeerswisselaar met R-136)                                |
| Quebec Autoroute 10                                                    | Kernroute                     | 4,4 km      | Montréal (Pont Champlain)                                             | Montréal (verkeerswisselaar A-10, A-15 en A-20)                       |
| Quebec Autoroute 13                                                    | Kernroute                     | 6,0 km      | Montréal (verkeerswisselaar met A-20)                                 | Montréal (verkeerswisselaar met A-40)                                 |
| Quebec Autoroute 15 (TCH)                                              | Kernroute                     | 53,8 km     | Canadees-Amerikaanse grens (Saint-Bernard-de-Lacolle, kruising I-87)  | Zuidoever van Montréal, oostelijk van de Pont Champlain               |
| Quebec Autoroute 15 (TCH)                                              | Kernroute                     | 95,7 km     | Île de Montréal (kruising met A-20 en R-136)                          | Kruising met R-117                                                    |
| Quebec Autoroute 15 (TCH)                                              | Kernroute                     | 5,3 km      | Montréal (verkeerswisselaar A-20, A-15 en R-136)                      | Montréal (westelijk beginpunt van de Pont Champlain)                  |
| Quebec Autoroute 20 (TCH)                                              | Kernroute                     | 67,6 km     | Grens met Ontario te Rivière-Beaudette (Hwy 401)                      | Île de Montréal (verkeerswisselaar A-15 en R-136)                     |
| Quebec Autoroute 20 (TCH)                                              | Kernroute                     | 423,0 km    | Zuidoever Montréal, Brossard                                          | Rivière-du-Loup (kruising R-185)                                      |
| Quebec Autoroute 25 (TCH)                                              | Kernroute                     | 8,1 km      | Longueuil (A-20)                                                      | Anjou (A-40)                                                          |
| Quebec Autoroute 30                                                    | Aanvoerroute                  | 58,1 km     | Longueuil (verkeerswisselaar met A-20)                                | Sorel-Tracy (kruising R-133)                                          |
| Quebec Autoroute 31                                                    | Aanvoerroute                  | 14,3 km     | Lavaltrie (verkeerswisselaar met A-40)                                | Joliette (kruising R-158)                                             |
| Quebec Autoroute 35                                                    | Kernroute                     | 40,3 km     | Saint-Sébastien (kruising R-133)                                      | Carignan (kruising A-10)                                              |
| Quebec Autoroute 40 (TCH)                                              | Kernroute                     | 342,8 km    | Grens met Ontario te Pointe-Fortune                                   | Knooppunt met Autoroute Dufferin, westelijk van de Île d'Orléans-brug |
| Quebec Autoroute 55                                                    | Kernroute                     | 3,5 km      | Trois-Rivières (overgang A-40)                                        | Trois-Rivières (overgang A-40)                                        |
| Quebec Autoroute 55                                                    | Aanvoerroute                  | 1,2 km      | Grand-Mère (kruising 8e Rue)                                          | Noordelijk eindpunt A-55                                              |
| Quebec Autoroute 70                                                    | Kernroute                     | 10,4 km     | Saguenay (A-70; kruising R-175)                                       | Zuidelijke overgang naar R-170                                        |
| Quebec Autoroute 70                                                    | Aanvoerroute                  | 22,5 km     | Saguenay west (kruising R-170)                                        | Saguenay (kruising R-175)                                             |
| Quebec Autoroute 73                                                    | Aanvoerroute                  | 17,9 km     | Saint-Georges (kruising met 127e Rue)                                 | Beauceville (kruising met Route du Golf)                              |
| Quebec Autoroute 73                                                    | Aanvoerroute                  | 68,9 km     | Saint-Joseph-de-Beauce (kruising met Chemin Calway)                   | Lévis (kruising A-20)                                                 |
| Quebec Autoroute 85 (TCH)                                              | Kernroute                     | 12,9 km     | Rivière-du-Loup (kruising A-20)                                       | Voortzetting via R-185                                                |
| Quebec Autoroute 440                                                   | Kernroute                     | 11,6 km     | Québec (kruising Boulevard Dufferin)                                  | Québec (kruising Boulevard Henri Bourassa)                            |
| Quebec Autoroute 520                                                   | Kernroute                     | 8,8 km      | Montréal (verkeerswisselaar met A-20)                                 | Rue Michel-Jasmin                                                     |
| Quebec Autoroute 540                                                   | Kernroute                     | 1,6 km      | Québec City International Airport (kruising A-40)                     | Québec (aansluiting met Boulevard de l'Aéroport)                      |
| Quebec Autoroute 610                                                   | Aanvoerroute                  | 10,9 km     | Sherbrooke (kruising A-10/A-55)                                       | Fleurimont (R-112)                                                    |
| Quebec Autoroute 955                                                   | Aanvoerroute                  | 22,3 km     | Sainte-Eulalie (kruising A-20)                                        | Victoriaville (kruising R-122)                                        |
| Quebec Route 101                                                       | Kernroute                     | 19,0 km     | Rouyn-Noranda (R-117)                                                 | Artnfield (R-117)                                                     |
| Quebec Route 109                                                       | Noordelijke / afgelegen route | 804,4 km    | Amos (kruising R-111)                                                 | Radisson (waterkrachtcentrale Robert Bourassa)                        |
| Quebec Route 111                                                       | Noordelijke / afgelegen route | 65,6 km     | Val-D'Or (kruising R-117)                                             | Amos (kruising R-109)                                                 |
| Quebec Route 112                                                       | Aanvoerroute                  | 148,5 km    | Fleurimont (kruising A-10)                                            | Vallée-Jonction (kruising A-73)                                       |
| Quebec Route 117 (TCH)                                                 | Kernroute                     | 571,1 km    | Einde van A-15 (Sainte-Agathe-des-Monts)                              | Grens met Ontario                                                     |
| Quebec Route 122                                                       | Aanvoerroute                  | 3,6 km      | Victoriaville (kruising R-161)                                        | Victoriaville (kruising met Rue Bois-Franc)                           |
| Quebec Route 132                                                       | Kernroute                     | 11,1 km     | Candiac (verkeerswisselaar met A-15)                                  | Montréal (Pont Honoré Mercier, verkeerswisselaar met R-138)           |
| Quebec Route 133 / Quebec Autoroute 35                                 | Kernroute                     | 17,1 km     | Canadees-Amerikaanse grens (Philipsburg, I-89)                        | Saint-Sébastien (kruising A-35)                                       |
| Quebec Route 136                                                       | Kernroute                     | 8,1 km      | Montréal (verkeerswisselaar met A-15 en A-20)                         | Montréal (kruising boulevard Notre Dame)                              |
| Quebec Route 136                                                       | Kernroute                     | 13,9 km     | Haven van Québec (kruising A-70)                                      | Québec (kruising A-440)                                               |
| Quebec Route 138                                                       | Kernroute                     | 627,2 km    | Knooppunt met Autoroute Dufferin, oostelijk van de Île d'Orléans-brug | Sept-Îles (Rue Lemaire)                                               |
| Quebec Route 138                                                       | Kernroute                     | 4,3 km      | Montréal (Pont Honoré Mercier, verkeerswisselaar met R-132)           | Montréal (verkeerswisselaar met A-20)                                 |
| Quebec Route 139                                                       | Aanvoerroute                  | 23,6 km     | Cowansville                                                           | Granby                                                                |
| Quebec Route 155                                                       | Aanvoeroute                   | 248,6 km    | Grand-Mère (kruising A-55)                                            | Chambord (kruising R-169)                                             |
| Quebec Route 169                                                       | Aanvoerroute                  | 20,1 km     | Chambord (kruising R-155)                                             | Métabetchouan–Lac-à-la-Croix (kruising R-170)                         |
| Quebec Route 169                                                       | Aanvoerroute                  | 8,9 km      | Saint-Bruno (kruising R-170)                                          | Kruising met verbindingsweg Auger–Alma                                |
| Quebec Route 170                                                       | Kernroute                     | 7,7 km      | Zuidelijke overgang naar A-70                                         | Haven van Saguenay (La Baie)                                          |
| Quebec Route 170                                                       | Aanvoerroute                  | 25,1 km     | Saint-Bruno west (kruising R-169)                                     | Saguenay (kruising A-70)                                              |
| Quebec Route 170                                                       | Aanvoerroute                  | 14,7 km     | Métabetchouan–Lac-à-la-Croix (kruising R-169)                         | Saint-Bruno oost (kruising R-169)                                     |
| Quebec Route 173                                                       | Aanvoerroute                  | 47,6 km     | Canadees-Amerikaanse grens bij Saint-Théophile                        | Saint-Georges (kruising R-204)                                        |
| Quebec Route 185 (TCH)                                                 | Kernroute                     | 88,1 km     | Kruising met A-20                                                     | Grens met New Brunswick Route 2                                       |
| Quebec Route 201                                                       | Aanvoerroute                  | 10,0 km     | Coteau du Lac (kruising A-20)                                         | Salaberry-de-Valleyfield (kruising R-132)                             |
| Quebec Route 204                                                       | Aanvoerroute                  | 3,7 km      | Beauceville (kruising A-73)                                           | Beauceville (kruising R-173)                                          |
| Quebec Route 389                                                       | Noordelijke / afgelegen route | 565,7 km    | Baie-Comeau (kruising R-138)                                          | Grens met Newfoundland en Labrador in Fermont                         |
| 43e Avenue                                                             | Kernroute                     | 0,6 km      | Montréal                                                              | Montréal                                                              |
| 46e Avenue                                                             | Kernroute                     | 1,6 km      | Montréal                                                              | Montréal                                                              |
| Autoroute Ville-Marie                                                  | Kernroute                     | 1,6 km      | Montréal                                                              | Montréal                                                              |
| Boulevard de l'Aéroport                                                | Kernroute                     | 1,6 km      | Québec (kruising A-540)                                               | Québec (kruising met Avenue Principale)                               |
| Boulevard des Récollets                                                | Kernroute                     | 1,5 km      | Haven van Trois-Rivières                                              | Trois-Rivières (kruising A-40                                         |
| Boulevard Gene-H.-Kruger                                               | Kernroute                     | 1,3 km      | Trois-Rivières                                                        | Trois-Rivières                                                        |
| Boulevard Henri Bourassa                                               | Kernroute                     | 4,5 km      | Québec                                                                | Québec                                                                |
| Boulevard Notre-Dame                                                   | Kernroute                     | 1,0 km      | Trois-Rivières                                                        | Trois-Rivières                                                        |
| Boulevard René-Lévesque                                                | Kernroute                     | 0,3 km      | Montréal                                                              | Montréal                                                              |
| Port de Montréal (oostelijke toegang, rue Souligny)                    | Kernroute                     | 2,2 km      | Montréal                                                              | Montréal                                                              |
| Port de Montréal (westelijke toegang, rues Mill)                       | Kernroute                     | 0,7 km      | Montréal                                                              | Montréal                                                              |
| Route Maritime                                                         | Kernroute                     | 3,8 km      | Haven van Baie-Comeau (kruising R-138)                                | Baie-Comeau (kruising met Rue du Quai)                                |
| Rue Berri                                                              | Kernroute                     | 0,1 km      | Montréal                                                              | Montréal                                                              |
| Rue Curatteau                                                          | Kernroute                     | 0,1 km      | Montréal                                                              | Montréal                                                              |
| Rue de Boucherville                                                    | Kernroute                     | 3,2 km      | Montréal                                                              | Montréal                                                              |
| Rue de la Commune                                                      | Kernroute                     | 1,8 km      | Montréal                                                              | Montréal                                                              |
| Rue de Lorimier                                                        | Kernroute                     | 0,4 km      | Montréal                                                              | Montréal                                                              |
| Rue des Bouleaux–Rang des Cèdres                                       | Kernroute                     | 0,6 km      | Sainte-Eulalie                                                        | Sainte-Eulalie                                                        |
| Rue des Futailles                                                      | Kernroute                     | 2,9 km      | Montréal                                                              | Montréal                                                              |
| Rue Dickson                                                            | Kernroute                     | 1,1 km      | Montréal                                                              | Montréal                                                              |
| Rue Mc-Arthur                                                          | Kernroute                     | 1,4 km      | Montréal                                                              | Montréal                                                              |
| Rue Normand                                                            | Kernroute                     | 0,2 km      | Trois-Rivières                                                        | Trois-Rivières                                                        |
| Rue Notre Dame                                                         | Kernroute                     | 1,2 km      | Montréal                                                              | Montréal                                                              |
| Rue Souligny                                                           | Kernroute                     | 0,2 km      | Montréal                                                              | Montréal                                                              |
| Rue Tellier                                                            | Kernroute                     | 0,2 km      | Montréal                                                              | Montréal                                                              |
| Rue Viger                                                              | Kernroute                     | 0,0 km      | Montréal                                                              | Montréal                                                              |
| Toegangsweg intermodale terminal CFCP (rues J. Dubreuil)               | Kernroute                     | 0,3 km      | Montréal                                                              | Montréal                                                              |
| Toegangsweg service-expressway CFCP (rue Paré, verkeerswisselaar A-15) | Kernroute                     | 0,1 km      | Montréal                                                              | Montréal                                                              |
| Toegangsweg intermodale terminal CN (rues Hickmore)                    | Kernroute                     | 0,3 km      | Montréal                                                              | Montréal                                                              |
| Lokale wegen (Mirabel)                                                 | Kernroute                     | 2,4 km      | Montréal-Mirabel International Airport                                | Boulevard Henri Fabre                                                 |

## Saskatchewan
In 2017 had de provincie Saskatchewan in totaal 2.687,5 km aan nationale wegen.
Het betreft 2.451,2 km (91,2%) aan kernroutes en 236,3 km (8,8%) aan noordelijke en afgelegen routes. De provincie heeft geen aanvoerroutes.
| Route                                            | Klasse                        | Lengte (km) | Beginpunt                                 | Eindpunt                                    |
| ------------------------------------------------ | ----------------------------- | ----------- | ----------------------------------------- | ------------------------------------------- |
| Saskatchewan Highway 1 (TCH)                     | Kernroute                     | 650,5 km    | Grens met Manitoba                        | Grens met Alberta (via Regina)              |
| Saskatchewan Highway 2                           | Kernroute                     | 51,5 km     | Moose Jaw                                 | Hwy 11                                      |
| Saskatchewan Highway 2                           | Noordelijke / afgelegen route | 236,3 km    | Prince Albert (15th Street)               | La Ronge (Brown Street)                     |
| Saskatchewan Highway 2 / Saskatchewan Highway 11 | Kernroute                     | 137,2 km    | Saskatoon                                 | Prince Albert (15th Street)                 |
| Saskatchewan Highway 6 / Saskatchewan Highway 39 | Kernroute                     | 235,5 km    | Regina                                    | Canadees-Amerikaanse grens (North Portal)   |
| Saskatchewan Highway 7                           | Kernroute                     | 254,4 km    | Saskatoon (kruising Circle Drive)         | Grens met Alberta                           |
| Saskatchewan Highway 10                          | Kernroute                     | 160,5 km    | Hwy 1                                     | Yorkton                                     |
| Saskatchewan Highway 11                          | Kernroute                     | 253,3 km    | Regina                                    | Saskatoon                                   |
| Saskatchewan Highway 14                          | Kernroute                     | 7,9 km      | Saskatoon (kruising Idylwyld Drive North) | Hwy 7                                       |
| Saskatchewan Highway 16 (TCH)                    | Kernroute                     | 690,8 km    | Grens met Manitoba                        | Grens met Alberta (via Saskatoon)           |
| 11th Street en Chappel Drive                     | Kernroute                     | 3,0 km      | Hwy 7                                     | Saskatoon Chappel Yard - CN Rail Terminal   |
| Airport Drive                                    | Kernroute                     | 1,7 km      | Saskatoon (Circle Drive)                  | Saskatoon International Airport             |
| Lewvan Drive en Regina Avenue                    | Kernroute                     | 4,9 km      | Hwy 1                                     | Regina International Airport (Empress Road) |

## Yukon
In 2017 had het territorium Yukon in totaal 2.016,5 km aan nationale wegen.
Het betreft 1.068,6 km (53,0%) aan kernroutes en 947,9 km (47,0%) aan noordelijke en afgelegen routes. Het territorium heeft geen aanvoerroutes.
| Route            | Klasse                        | Lengte (km) | Beginpunt                                   | Eindpunt                           |
| ---------------- | ----------------------------- | ----------- | ------------------------------------------- | ---------------------------------- |
| Yukon Highway 1  | Kernroute                     | 934,9 km    | Grens met Brits-Columbia (grensovergang #7) | Grens met Alaska                   |
| Yukon Highway 2  | Kernroute                     | 133,7 km    | Whitehorse                                  | Grens met Alaska                   |
| Klondike Highway | Noordelijke / afgelegen route | 482,9 km    | Hwy 1                                       | Kruising met de Dempster Highway   |
| Dempster Highway | Noordelijke / afgelegen route | 465,0 km    | Kruising met de Klondike Highway            | Grens met de Northwest Territories |